# Каллиник II (патриарх Константинопольский)
Каллиник II Акарнан (греч. Καλλίνικος Β Ακαρνάν; 1630, Аграфа — 8 августа 1702, Стамбул) — патриарх Константинопольский, который занимал пост на протяжении четырнадцати лет (3 марта 1688 — 27 ноября 1688, 7 марта 1689 — июль 1693, апрель 1694 — 8 августа 1702).
Предшественником патриарха Каллиника II был патриарх Иаков, а преемником был патриарх Неофит IV.

## Биография
Каллиник II родился в 1630 году в Аграфе. Каллиник учился у дидаскала Евгения Яннулиса. До возведения в сан патриарха Каллиник занимал пост митрополита Прусского. Когда патриарх Константинопольский Иаков в трейтий раз оставил престол и удалился в Молдавию, греческие архиереи собрались 3 марта 1688 года в доме архонта Манолакиса и с одобрения патриарха Иерусалимского Досифея II Нотары избрали патриархом Каллиника II.
Первое патриаршество Каллиника II было непродолжительным. Его низложения добился враждебно настроенный к нему митрополит Адрианопольский Неофит, которого Каллиник II после восхождения на престол лишил кафедры. Пользуясь поддержкой турецкого правительства, Неофит IV стал на несколько месяцев патриархом Константинопольским до февраля 1689 года, когда мирно настроенные к Каллинику архиереи добились от султана Сулеймана II возвращения Каллиника II на Патриарший престол.
Вторично он был лишен кафедры из-за господаря Валахии Константина Брынковяну. По ходатайству последнего в августе 1693 года патриархом Константинопольским вновь стал Дионисий IV Серогланис.
В период первого и второго патриаршеств Каллиник II оказался вовлечен в конфликт, связанный с церковным подчинением Синайской архиепископии. Опираясь в своих решениях на подложную грамоту Юстиниана, которая тем не менее была признана подлинной Константинопольским собором в 1575 году, Синайский архиепископ Анания объявил свою архиепископию автокефальной, отменил поминовение патриарха Иерусалимского на литургии, в письменных актах и при богослужении стал именовать себя патриаршими титулами «блаженнейший» и «мерность наша», также носил митру и патриаршее облачение.
В октябре 1670 года и январе 1671 года Константинопольские Соборы, на которых присутствовал патриарх Иерусалимский Досифей II Нотара, рассмотрев вопрос о церковном подчинении Синая, лишили Ананию сана и утвердили над Синаем юрисдикцию Иерусалимского Патриархата. Однако в последующие десятилетия синаиты во главе с архиепископом Ананией, не подчинившимся решению Собора, не оставляли попыток получить для Синая полную автокефалию.
В октябре 1688 года Каллиник издал синодальный томос о юрисдикции Иерусалимского патриарха над монастырём великомученицы Екатерины на Синае. 13 сентября 1689 года Каллиник вместе с патриархом Иерусалимским Досифеем и патриархом Антиохийским Афанасием в послании митрополиту Молдавии и Валахии подтвердили подчинение Синайского архиепископа Иерусалимскому патриарху. Летом 1690 года в Константинополе архиепископом Ананией при поддержке турецких властей был сорван Собор под председательством Каллиника. После этого Каллиник II с патриархом Иерусалимским Досифеем добились от великого везира решения о невмешательстве турецких властей во внутрицерковные противостояния. В январе 1691 года Каллиник II издал отлучение на Ананию и его соратников, еще раз подтвердив зависимость Синая от Иерусалимского престола.
Конфликт был исчерпан лишь смертью Анании 30 июля 1692 года, а в 1695 и 1696 годах произошло окончательное примирение патриарха Досифея с Синайским архиепископом Иоанникием.
Каллиник II председательствовал на Константинопольском Соборе 1691 года, который был посвящен исключительно таинству Евхаристии и стал последним поместным Собором XVII века, направленным против кальвинизма. C лета 1689 года патриарх Иерусалимский Досифей вступил в богословский спор с  логофетом Иоанном Кариофиллом. Поскольку воззрения Кариофилла получили большое распространение в народе, Каллиник и Досифей созвали в 1691 году в Константинополе Собор. В томосе, составленном на основе «Исповедания православной веры» Досифея и подписанном Константинопольским и Иерусалимским патриархами, было утверждено православное учение о сущностном преложении хлеба и вина в Тело и Кровь Господа Иисуса Христа и равнозначность слова «пресуществление» иным святоотеческим терминам.
Второе и особенно третье патриаршества Каллиника II были беспрецедентными по длительности для эпохи, когда Константинопольские патриархи сменялись почти ежегодно. Каллиник II управлял Константинопольской Церковью 14 лет, что нашло отражение во множестве указов и грамот, касающихся общецерковных, канонических, литургических и практических вопросов.